# HD 217842
HD 217842，又名CD-4216177，SAO 231419、HR 8771，是一颗恒星，视星等为5.79，位于銀經352.86，銀緯-63.75，其B1900.0坐标为赤經22h 58m 21.8s，赤緯-42° -63.75′ 8″。